# Bella & Bronco
Bella & Bronco es una historieta italiana del Oeste de la casa Sergio Bonelli Editore, creada por Gino D'Antonio.
Apareció por primera vez en julio de 1984, con el episodio titulado "I lestofanti", y se cerró en octubre de 1985, después de 16 números.

## Argumento
Tras perder su saloon por un disparo de cañón, la emancipada y resuelta Bella Madigan empieza a vagar por un salvaje Oeste desgarrado por la guerra de Secesión en busca de fortuna. Su compañero de aventuras es Bronco, un cheroqui elegante y extraordinariamente culto.
Durante su viaje, la pareja conocerá a espías, oficiales del ejército, inventores lunáticos, tríadas chinas, nativos megalómanos, etc., en historias llenas de acción y marcadas por un tono ligero e irónico.